# Коронавірусна хвороба 2019 у Мексиці
Коронавірусна хвороба 2019 у Мексиці — поширення коронавірусної хвороби COVID-19 у Мексиці.

## Хронологія

### 2020
22 січня секретаріат охорони здоров'я Мексики опублікував заяву про те, що COVID-19 не є небезпечним для країни. 441 випадок зараження було зафіксовано у Китаї, Таїланді, Південній Кореї та США, і 9 січня було опубліковано рекомендації утримуватися від поїздок.

### Лютий
Круїзний лайнер Grand Princess прибув до Пуерто-Вальярти (15 лютого), Мансанільйо (16 лютого), Масатлана (17 лютого) і Кабо-Сан-Лукаса (18 лютого), перебуваючи від 9 до 12 годин у кожному з портів. Першим померлим від COVID-19 у Каліфорнії стала людина, котра раніше перебувала на цьому кораблі, але в попередньому круїзі. Пізніше цей корабель помістили на карантин у Сан-Франциско, він причалив в Окленді 11 березня, у 21 людини на борту був позитивний результат на коронавірус.
Круїзний лайнер MSC Meraviglia, якому не дозволили пристати на Кайманових островах і в Ямайці, причалив на острів Косумель 27 лютого. У трьох пасажирів було виявлено вірус грипу «A», але заражених COVID-19 не було.
28 лютого влада Мексики підтвердила перші 3 випадки інфікування. Тести на коронавірус 35-річного чоловіка і 59-річного чоловіка в Мехіко, і 41-річного чоловіка в північному штаті Сіналоа виявилися позитивними після їх тижневої поїздки до італійського міста Бергамо в середині лютого.
29 лютого четвертий випадок зараження був виявлений у місті Торреон у штаті Коауїла. Це була 20-річна жінка, яка їздила до Італії.

### Березень
1 березня в штаті Чіапас було оголошено про п'ятий випадок інфікування у студента, який повернувся з Італії. 6 березня шостий випадок підтверджено у штаті Мехіко у 71-річного чоловіка, який також повернувся з Італії 21 лютого.
7 березня в Мехіко підтверджено сьомий випадок у 46-річного чоловіка, який раніше мав контакт з іншим хворим у Сполучених Штатах. 10 березня був зареєстрований восьмий випадок у штаті Пуебла — 47-річний громадянин Німеччини, який повернувся з відрядження до Італії. У той же день 40 чоловік з танцювальної трупи, які повернулися з туру по Італії, були поміщені в карантин у тому ж штаті.
Мексиканська фондова біржа 10 березня впала до рекордно низького рівня через побоювання щодо коронавірусу і падіння цін на нафту. Банк Мексики втрутився, щоб підтримати вартість песо, яка впала на 14 %, до 22,929 песо за долар США.
12 березня Мексика оголосила в загальному про 15 підтверджених випадків зараження, з новими випадками в штатах Пуебла і Дуранго. Через день сенатор Самуель Гарсіа Сепульведа (Samuel García Sepúlveda) звинуватив федеральний уряд у приховуванні істинного числа хворих.

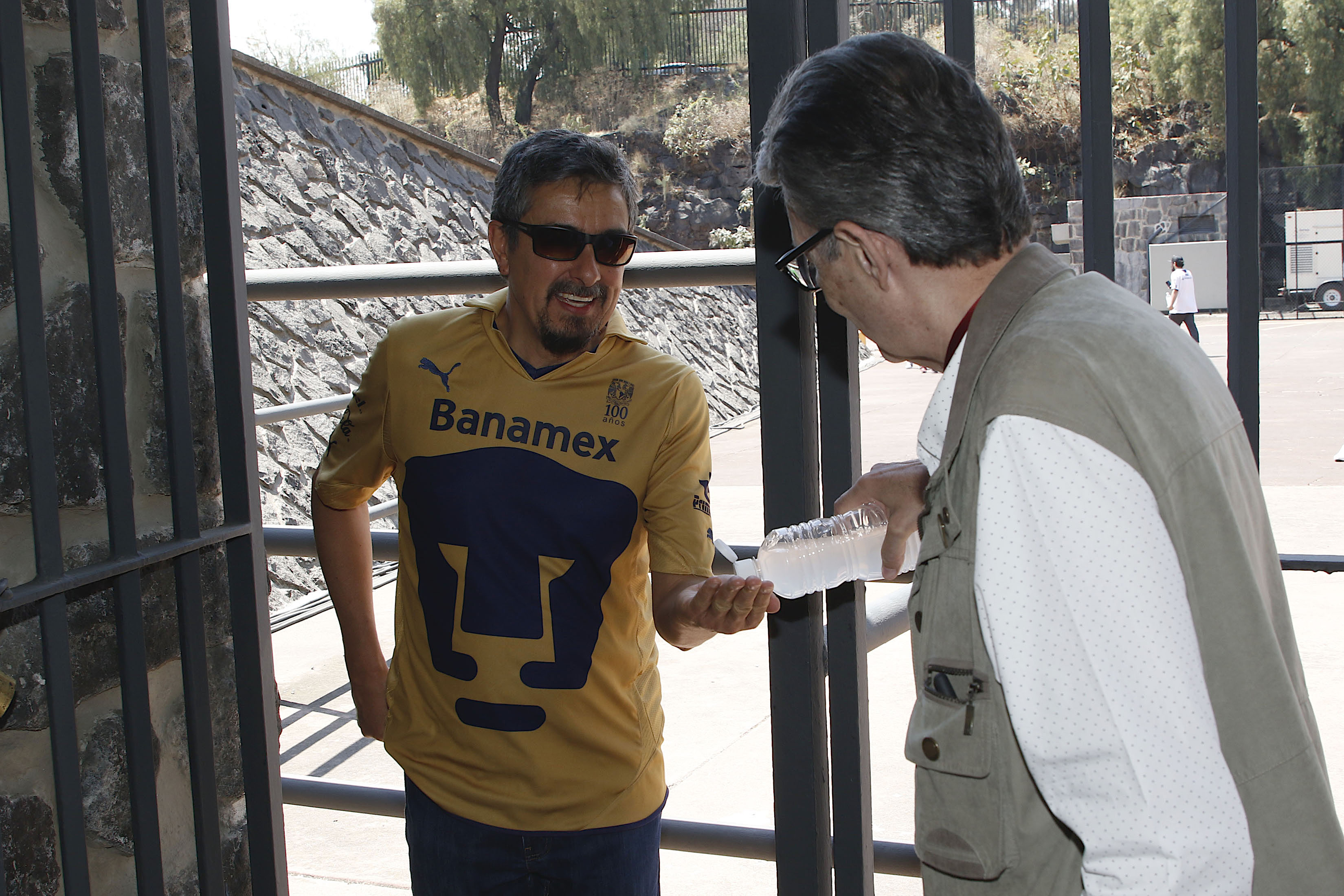
14 березня 2020 року спортивні заходи, такі як жіночі футбольні матчі, все ще проводилися з глядачами. На Олімпійському стадіоні в Мехіко відвідувачам на вході наливали в руки дезінфікуючий засіб.

14 і 15 березня фестиваль Vive Latino в Мехіко відкрився відповідно до планів, незважаючи на побоювання поширення інфекції. На вході щодня вимірювали температуру 70 тисяч відвідувачів, і всюди роздавався антибактеріальний гель.
15 березня мер Мехіко Клаудіа Шейнбаум заявила, що місто розраховує витратити додаткові 100 мільйонів песо для запобігання поширенню COVID-19. Повідомлялося про перший підтверджений випадок коронавірусу в Акапулько. Штат Керетаро повідомив про два нових випадки, число заражень там дійшло до шести. Нуево-Леон також повідомив про п'ятий виявлений випадок.
16 березня президент Мексики Лопес Обрадор звинуватив пресу і своїх політичних супротивників у перебільшенні загрози, яка походить від COVID-19. У той же день адвокат Марко Антоніо дель Торо (Marco Antonio del Toro) звернувся до федеральних судів із проханням припинити будь-яку ненагальну діяльність на період від 30 до 40 днів, щоб запобігти поширенню інфекції. Кількість підтверджених випадків зараження досягло 82. Автономний університет штату Морелос призупинив заняття для 22 тисяч студентів.
17 березня підтвердилися 11 нових випадків, разом по країні кількість заражених досягла 93. Єдиним штатом без випадків захворювання був Кампече. Недостатня жорсткість заходів, прийнятих владою Мексики, включаючи дозвіл великого концерту разом із продовженням жіночих футбольних матчів, піддавалася критиці. Також зазначалося, що президент Лопес Обрадор не практикував соціальне дистанціювання, і що державні кордони не були закриті. Заклопотаність також викликало здоров'я тисяч людей в таборах для біженців на кордоні з США.
18 березня кількість підтверджених випадків зросла до 118, і зараження COVID-19 підозрювалася у 314 чоловік. Влада штату Халіско була стурбована групою з 400 осіб, які повернулися з американського міста Вейл, у 40 з яких були симптоми захворювання. Уряд Мексики оголосив, що вони виділять 3,5 мільярда песо на купівлю медичного та лабораторного обладнання, включаючи апарати штучної вентиляції легенів і препаратів для миття та дезінфекції. Вночі було оголошено про першу в країні смерті від COVID-19, це був 41-річний чоловік, що не залишав країну. Губернатор штату Коліма ввів надзвичайний стан після того, як 17 березня в штаті був зафіксований перший випадок захворювання у чоловіка, який повернувся з Німеччини. Компанії Ford, Honda і Audi закрили свої заводи в Мексиці. Сотні працівників готелів в курортному місті Канкун були звільнені.
20 березня державний секретар США Майк Помпео оголосив про плани перекрити американо-мексиканський кордон, залишивши його відкритим лише для вантажних перевезень. Національний інститут антропології та історії оголосив, що Теотіуакан, Шочикалько й інші археологічні пам'ятники будуть закриті з 21-22 березня. Ресторанна компанія Alsea, що має в Мексиці права на такі бренди як Starbucks, Domino's Pizza і Burger King, запропонувала співробітникам піти в неоплачувану відпустку.
22 березня в Мехіко закрито бари, нічні клуби, кінотеатри та музеї. Губернатор Халіско Енріке Альфаро Рамірес (Enrique Alfaro Ramírez) оголосив, що з 26 березня Халіско і сім інших штатів в центральній і західній Мексиці припинять авіасполучення з територіями, на яких високий рівень поширення коронавіруса, такими як Каліфорнія, і що буде закуплені 25 тисяч наборів для тестування на COVID-19.
Згідно зі звітом Всесвітньої організації охорони здоров'я, 23 березня 2020 року Мексика увійшла у другу фазу пандемії коронавірусу (що означає, що є хворі, які не мали прямого контакту з нещодавно прибулими з-за кордону), з 367 підтвердженими випадками. У той же день повідомили про ще двох померлих від COVID-19, загальна кількість смертей досягла 4.
За опитуванням, проведеним Mitofsky International, 63 % мексиканців боялися заразитися коронавірусом, а 25,5 % боялися від нього померти. 28 % говорили, що вони не бажають залишатися вдома. 38,6 % були впевнені, що президент Лопес Обрадор добре справлявся з ситуацією, а 37 % — що це не так. У штаті Коауїла, в якому підтвердилися 12 випадків захворювання COVID-19, обмежили доступ до супермаркетів — тільки одна людина з сім'ї могла їх відвідувати. Там же обмежили продаж предметів першої необхідності.
24 березня президент Мексики Лопес Обрадор оголосив, що Мексика увійшла у другу фазу пандемії, і відповідні заходи будуть в силі до 30 квітня. Збори більше 100 чоловік були заборонені. Було оголошено, що армія і флот будуть брати участь у боротьбі з пандемією. У Перу від COVID-19 помер турист із Мексики, і Міністерство закордонних справ Мексики оголосило, що буде проведена операція по репатріації тіла. На той день у Мексиці було 5 померлих від COVID-19 і 405 підтверджених випадків.

### Після безерня
16 квітня уряд оголосив, що обмежить перевезення між областями країни, зараженими COVID-19 (переважно великими містами), та районами, які не заражені, без уточнення, які райони включені або як ці обмеження будуть застосовуватися.
TV Azteca закликав громадськість ігнорувати інформацію та попередження від Уго Лопеса-Гателла. «Як і щовечора, заступник секретаря охорони здоров'я Уго Лопес-Гателл очолив конференцію про COVID-19 у Мексиці. Але його вистави та лекції вже почали набридати. Більше того, ми говоримо вам усіма можливими способами, більше не звертайте уваги на Уго Лопеса-Гателла» — написали TV Aztec 17 квітня.
26 грудня в Мексиці було почато вакцинацію, першими дози препарату Pfizer отримали медики, що працюють з хворими COVID-19.

### 2021
3 січня лікарка потрапила до реанімації після вакцинації від COVID-19 вакциною Pfizer-BioNTech, їй поставили попередній діагноз — енцефаломієліт (запалення головного та спинного мозку).
5 січня Мексика схвалила використання вакцини AstraZeneca, було заплановано використати 75 млн доз препарату.
21 квітня 2021 р. Pfizer заявляє, що їй відомо про підроблені версіях своєї вакцини COVID-19, які виробник ліків розробив за допомогою BioNTech, оскільки злочинці прагнуть нажитися на світовому попиті на вакцини, який продовжує випереджати пропозицію.
Фальшиві версії вакцини були виявлені в Мексиці і Польщі, повідомив представник Pfizer в електронному листі CBS MoneyWatch, підтвердивши раніше опубліковане Wall Street Journal повідомлення про підробки.